# 柳沢紫子
柳沢 紫子（やなぎさわ しいこ、1995年2月8日 - ）は、日本の女子バレーボール選手である。

## 来歴
東京都新宿区出身。小学4年生からバレーボールを始める。
細田学園高等学校、順天堂大学を経て、2016/17シーズン、V・チャレンジリーグII（当時のVリーグ3部リーグ）に所属するプレステージ・インターナショナルアランマーレの内定選手となった。内定選手としてV・チャレンジリーグIIの試合に出場し、Vリーグデビューを果たした。
2017年、大学卒業後に、プレステージ・インターナショナルアランマーレに入団した。
2018年、チームは新生V.LEAGUEにおいてDIVISION2在籍となった。2018-19シーズン、V2女子の試合に出場し、V2デビューを果たした。
2019-20シーズン、V2女子でブロック賞を受賞した。
2021年のアランマーレジュニア（U15）チーム発足時から指導者として携わり、大会時は監督を務めている。

## 所属チーム
- 細田学園高等学校（2010-2013年）
- 順天堂大学（2013-2017年）
- プレステージ・インターナショナルアランマーレ/アランマーレ山形（2017年-）

## 受賞歴
- 2020年 - 2019-20 V.LEAGUE DIVISION2 WOMEN ブロック賞